# Masato Kojima
Masato Kojima (født 17. september 1996) er en japansk fodboldspiller, som spiller for den japanske fodboldklub Mito HollyHock.